# North Fairfield
North Fairfield è un villaggio degli Stati Uniti d'America, situato nello stato dell'Ohio, nella contea di Huron.